# Torre de Almenara
Es una fortaleza conocida como torre o castillo de Almenara. Se encuentra situada en el municipio español de Gata, formando parte de la sierra de Gata, en la provincia de Cáceres, Extremadura. Construido probablemente en el siglo XI. 

## Historia
El rey Fernando II de León conquistó a los árabes el castillo y lo donó a don Armengol, conde de Urgell, aunque poco tiempo después volvería al poder de los musulmanes. Fue Alfonso IX que lo reconquistó y posteriormente pasó a manos de la Orden de Alcántara. En 1363 el maestre don Melén Suárez puso el castillo al servicio del rey portugués Don Fernando tras la muerte del rey Pedro I, pero revirtió a manos de la Corona castellana al ser tomado el castillo poco después por los Trastámaras.

## Construcción
La construcción de la torre del homenaje es pentagonal con gruesos muros de mampostería con refuerzo de sillares en los ángulos y vanos. Se componía de un excelente aljibe hoy ruinoso (mencionado en el acta en 1581 de los últimos visitadores de la Orden de Alcántara), la primera planta con entrada lateral, segunda planta más terraza que se encuentra desmochada.
La torre estaba rodeada por una muralla exterior con muros de mampostería reforzados por labrados sillares de cantería.